# Kathleen Gonçalves

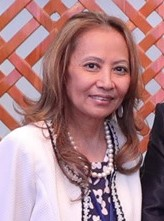
Kathleen Gonçalves (2019)

Kathleen Gonçalves (chinesischer Name: Fon Ha Tchong) ist eine osttimoresische Geschäftsfrau chinesischer Abstammung.

## Werdegang
Gonçalves kehrte nach Ende der indonesischen Besatzung von Australien nach Osttimor zurück, wo sie zur dritten Generation ihrer Familie in Osttimor gehört. 2009 stand Gonçalves in Kritik, weil drei Firmen, an denen sie beteiligt war, große Regierungsaufträge erhalten hatten, während ihr Mann João Mendes Gonçalves Wirtschaftsminister war (2007–2012). Es wurde darauf verwiesen, dass Gonçalves bereits seit 1999 Reisimporte nach Osttimor tätigte und auch von der Vorgängerregierung beauftragt wurde. Das von Gonçalves im ehemaligen Gebäude der Associação Comercial, Agrícola e Industrial de Timor geführte ACAIT Bistro wurde 2018 nach Uneinigkeiten mit der Regierung über den Mietvertrag 2018 zwangsgeräumt.
Derzeit ist Gonçalves Vize-Präsidentin der Câmera de Comércio e Indústria de Timor-Leste CCI-TL, Präsidentin der Asosiasaun das Mulheres das Emprezarias de Timor-Leste AEMTL (Vereinigung der weiblichen Unternehmerinnen in Osttimor) und seit 2019 Präsidentin der Associação Comercial da Comunidade Chinesa Timorense.
2024 wurde Gonçalves der Ordem de Timor-Leste verliehen.